# 온천 기호
온천 기호(溫泉記號)는 온천의 탕과 수증기를 형상화한 것으로 지도 등에서 온천을 나타내는 기호이다. 또한 온천 관련 시설이나 사우나, 찜질방 등 대중목욕시설의 간판은 물론 모텔에도 표시되는 기호이다. 또한, 일본 시즈오카현 아타미시에서는 시내에 온천이 많은 것을 나타내기 위하여 시 깃발과 문장에 온천 기호를 넣었다.

## 기호 코드
| 기호 | 유니코드(16진) | 참조 문자(10진) |
| ---- | -------------- | --------------- |
| ♨    | U+2668         | &#9832;         |

## 사진

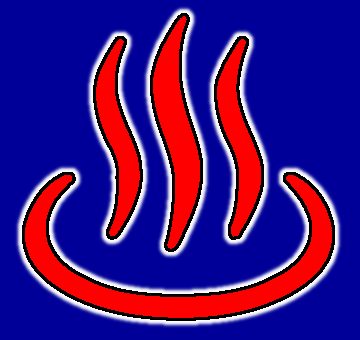
온천 기호
아타미 시 깃발. 온천 기호가 들어가 있다.

## 같이 보기
- 온천
- 유니코드 2000~2FFF